# Tytus Andronikus
Titus Andronicus lub The Most Lamentable Romaine Tragedy of Titus Andronicus (pol. Najsmutniejsza opowieść o tragedii Titusa Andronicusa) – jedna z pierwszych tragedii Williama Shakespeare’a w pięciu aktach powstała w latach 90. XVI wieku. Sztuka zaczyna się powrotem zwycięskiego wodza Titusa z wyprawy przeciw Barbarzyńcom.

## Autorstwo sztuki
Wiele przesłanek wskazuje na to, że pierwszy akt sztuki napisany został nie przez Shakespeare’a, lecz przez George’a Peele’a, który to mógł też sporządzić scenę, w której Lawinia używa Metamorfoz Owidiusza, by wyjaśnić, że została zgwałcona. Nie jest to jednak pewne i wielu miłośników sztuki uważa, że jest ona w całości dziełem Shakespeare’a.

## Fabuła
Akcja tragedii rozpoczyna się w senacie, w którym toczy się dyskusja na temat sukcesji tronu po zmarłym Cesarzu. Aspirują do niego Saturninus, syn cesarza, i jego młodszy brat Basjanus. Po chwili dyskusji zgadzają się, że najlepszym rozwiązaniem będzie oddanie tronu powracającemu do Rzymu triumfującemu wodzowi Tytusowi Andronikusowi. Ten jednak odmawia przejęcia tego zaszczytu ze względu na swój zaawansowany wiek i sugeruje przejęcie tronu przez Saturninusa. Nowy cesarz wybiera sobie na żonę córkę Tytusa, Lawinię. Andronikus przystaje na to z radością. Do ślubu jednak nie dochodzi, gdyż Lawinia zostaje porwana przez swojego poprzedniego narzeczonego i brata cesarza, Basjanusa.
Zgodnie z tradycją, Tytus musi w czasie Triumfu złożyć w ofierze jednego z jeńców. Wódz wybiera Alarbusa, najstarszego syna królowej Gotów, Tamory. Głuchy na jej błagania składa ofiarę. Tymczasem ze względu na porwanie Lawinii, Tamora zostaje poślubiona przez cesarza Saturninusa. Tamora postanawia zemstę na Tytusie i jego rodzinie.
Synowie Tamory, Chiron i Demetriusz, dokonują zemsty na jedynej córce Tytusa, Lawinii. Gwałcą ją, po czym obcinają jej ręce i język. Równocześnie zabijają jej męża Basjanusa. O morderstwo zostają oskarżeni synowie Tytusa, Marcjusz i Kwintus. Przed ich straceniem jednak niewolnik i kochanek Tamory, Aaron, informuje Tytusa, że cesarz uwolni jego synów, jeśli ten podaruje mu rękę Andronikusa. Tytus robi to, jednak jego synowie i tak umierają. Tytus wraz z synem Lucjuszem i bratem Markusem obmyślają zemstę.

## Adaptacje filmowe
- Tytus Andronikus (1985), film telewizyjny w reżyserii Jane Howell wyemitowany przez BBC. Występują w nim Trevor Peacock i Eileen Atkins jako Titus i Tamora.
- Tytus Andronikus (1999), w reżyserii Julie Taymor. Występują w nim Anthony Hopkins i Jessica Lange jako Titus i Tamora.